# Дворец Натоли
Дворец Натоли (итал. Palazzo Natoli) — дворец в стиле барокко в Палермо, Сицилия, Италия. Построен Винченцо Натоли в 1765 году. Им владело аристократическое семейство Натоли.
Со стороны улицы Via S. Salvatore расположен парадный вход и фрески работы Джоаккино Марторана (ит.).